# 18301 Konyukhov
18301 Konyukhov (1979 QZ9) là một tiểu hành tinh vành đai chính được phát hiện ngày 27 tháng 8 năm 1979 bởi N. S. Chernykh ở Đài vật lý thiên văn Crimean.